# Grzegorz Krawiec
Grzegorz Krawiec (ur. 16 lipca 1986 roku w Przemyślu) – polski reżyser i scenarzysta.

## Wybrana filmografia
- Wycinanka, 2008
- Miodowy miesiąc, 2009
- Wiśniowa historia, 2010
- Pizza po Polsku, 2012
- Festyn, 2019

## Nagrody i wyróżnienia
- 2008 Warszawa, Festiwal Łodzią po Wiśle – Wyróżnienie.
- 2008 Warszawa, Festiwal Łodzią po Wiśle – Nagroda Publiczności.
- 2010 Kraków, Międzynarodowy Festiwal Filmowy „Etiuda & Anime” – Honorowe Wyróżnienie.
- 2010 Los Angeles, Movie Awards – Honorowe Wyróżnienie: za krótki film dokumentalny.
- 2010 Poznań, Międzynarodowy Festiwal Filmowy "Off Cinema" – Wyróżnienie.
- 2010 Turek, Przegląd Studenckich Etiud Filmowych "Klaps" – Nagroda Publiczności.
- 2010 Warszawa, Festiwal Łodzią po Wiśle – Grand Prix.
- 2010 Warszawa, Festiwal Łodzią po Wiśle – Nagroda Publiczności.
- 2010 Wrocław, Festiwal Kina Amatorskiego i Niezależnego KAN – Złota KANewka w kategorii film dokumentalny.